# Премія YUNA за найкращий електронний хіт
«YUNA» — щорічна українська щорічна національна професійна музична премія, заснована у 2011 році. Премія за найкращий електронний хіт вручається, починаючи із восьмої церемонії, на якій вшановувалися досягнення у музиці за 2018 рік. Крім неї, з цього року почали вручати дві інші жанрові нагороди: за найкращий естрадний та хіп-хоп хіти..

## Номінанти та переможці (2019–2022)

### 2019
- Іван Дорн - «Afrika»
  - Onuka - «Animal»
  - MARUV та Boosin Michael - «Drunk Groove»
  - MARUV - «Focus on Me»
  - Kadnay - «Тіло»

### 2020
- Maruv — «Siren Song»
  - «Mozgi» — «Digitalization»
  - «Onuka» — «Zenit»
  - «Onuka» — «Хащі»
  - «Dilemma» — «Шаленій»